# Charonosaurus
Charonosaurus  ist eine Gattung aus der Gruppe der Hadrosaurier, die zu den Ornithischia (Vogelbeckendinosaurier) gezählt werden. Überreste dieses großen Hadrosauriden werden in die späte Oberkreide (spätes Maastrichtium) datiert und stammen aus der chinesischen Provinz Heilongjiang. 
Innerhalb der Hadrosaurier wird Charonosaurus zu den Lambeosaurinae gezählt und war wahrscheinlich am engsten mit Parasaurolophus verwandt. Ob der Knochenkamm von Charonosaurus ähnlich war wie der von Parasaurolophus, kann nur vermutet werden, da er nur ansatzweise fossil überliefert ist. Die einzige bekannte Art, Charonosaurus jiayinensis, wurde 2000 beschrieben. 

## Merkmale
Charonosaurus war mit einer geschätzten Länge von etwa 13 Metern ein sehr großer Hadrosauride. Der Oberschenkelknochen (Femur), der häufig für Größenvergleiche herangezogen wird, ist bis zu 135 Zentimeter lang und damit länger als bei jedem anderen Hadrosauriden außer Shantungosaurus giganteus. Verschiedene gemeinsame Merkmale (Synapomorphien) mit Parasaurolophus weisen auf eine enge Verwandtschaft dieser beiden Gattungen hin, die auch als Parasaurolophini zusammengefasst werden: So ist das paarige Stirnbein (Frontale) auf der Oberseite stark modifiziert und bildet eine Plattform, um die Basis eines hohlen Knochenzapfens zu unterstützen; außerdem zeigt das Wadenbein (Fibula) von Charonosaurus ein vergrößertes, keulenförmiges distales Ende und das Sprungbein (Astragalus) eine gleichseitige Apophyse. Im Gegensatz zu Parasaurolophus und anderen Hadrosauriern zeigt beispielsweise das relativ kurze Scheitelbein (Parietale) keinen sagittalen Kamm. Wie alle Hadrosauriden konnte Charonosaurus mahlende Kaubewegungen mit seinem Kiefer ausführen. Die Zähne waren in so genannten Zahnbatterien angeordnet, abgenutzte Zähne wurden ständig ersetzt. Im Unterkiefer befanden sich bei erwachsenen Exemplaren etwa 40 Zahnreihen aus jeweils zwei bis drei Zähnen, von denen jeweils ein bis zwei Zähne gleichzeitig in Benutzung waren. Die Zähne des Unterkiefers waren mit bis zu 40 Millimeter hohen Zahnkronen sehr hoch.
Die Elle (Ulna) und die Speiche (Radius) der Unterarme waren sehr schlank und verlängert, während der Oberarm starke Muskeln aufwies. So befindet sich auf dem proximalen Kopf des Schulterblatts (Scapula) ein deutlicher Vorsprung, der die Muskelansatzstelle für den Musculus triceps scapulare laterale externum markiert. Das Rabenbein zeigt selbst bei Jungtieren einen deutlichen seitlichen Vorsprung, der eine Ansatzstelle für einen sehr starken Musculus biceps bot. Das Kreuzbein besteht aus neun miteinander verschmolzenen Wirbeln.

## Fundort, Namensgebung und Entdeckungsgeschichte
Die Charonosaurus-Überreste stammen aus großen Bonebeds (Knochenlagern), die seit 1975 bei Grabungen mehrerer chinesischer Institutionen im Umkreis der Stadt Jiayin am Amur entdeckt wurden.  Die Bonebeds bestehen aus losen Ansammlungen isolierter Knochen von verschiedenen Tieren; Überreste von lambeosaurinen Dinosauriern, die etwa 90 Prozent der Funde ausmachen, sind gemischt mit den Knochen von Theropoden, Ankylosauriern, Krokodilen und Schildkröten. Lambeosaurinen sind sowohl durch erwachsene Exemplare als auch durch Jungtiere vertreten. Die langen Knochen tendieren zu einer bestimmten Ausrichtung, woraus geschlossen wird, dass die Knochen fluviatil, also in einem Fluss, transportiert und abgelagert wurden. Zähne von Theropoden in den Bonebeds weisen darauf hin, dass die Lambeosaurinen entweder von Prädatoren erlegt oder ihre Kadaver von Aasfressern gefressen wurden. Die Forscher gehen davon aus, dass alle lambeosaurinen Knochen der Bonebeds zu Charonosaurus gehören.
Das Holotyp-Material (Exemplarnummer CUST J-V1251-57), ein fragmentarischer Schädel, wurde 2000 von Pascal Godefroit, Shuqin Zan und Liyong Jin als Charonosaurus jiayinensis beschrieben. Der Gattungsname Charonosaurus leitet sich von Charon ab, dem Fährmann aus der griechischen Mythologie, welcher Tote über den Totenfluss Acheron (bzw. Styx) brachte, und dem altgriechischen sauros (Echse). Das Artepitheth jiayinensis verweist auf die Typlokalität (den Fundort) Jiayin.
Stratigraphisch stammen die Funde aus der Yuliangze-Formation. Die ersten Funde aus dieser Formation wurden in den Sommern von 1916 und 1917 von Grabungen des russischen geologischen Komitees geborgen. Darunter sind Knochen von Hadrosauriden, die von Anatoly Riabinin als Mandschurosaurus amurensis beschrieben wurden. Des Weiteren ordnete Riabinin einen weiteren Fund, ein sehr fragmentarisches Sitzbein (Ischium), den Hadrosauriden zu und nannte es Saurolophus krystofovici. Beide Namen werden heute als Nomina dubia geführt.

## Paläobiogeographie
Pollenanalysen der Sedimente der Yuliangze-Formation haben ergeben, dass sie zur Wodehouseia spinata-Aquilapollenites subtilis-Palynozone gehört. Da Wodehouseia spinata als Indikator für Gesteinsformationen des späten Maastrichtiums (vor etwa 65 Millionen Jahren) angesehen wird, wird vermutet, dass diese Datierung auch auf die Yuliangze-Formation und damit auf die Charonosaurus-Funde zutrifft. Weitere ähnliche Fundstellen des Maastrichtiums von Nordostasien sind Blagoveschensk und Kundur in der russischen Amur-Region – auch in diesen Fundstellen machen Lambeosaurinen über 90 Prozent der gefundenen Fossilien aus. Damit dokumentieren diese drei Fundorte eine Dinosaurierfauna unmittelbar vor dem Kreide-Tertiär-Massenaussterben, die sich deutlich von ähnlichen Faunen aus Nordamerika unterschied: Während in Nordamerika entweder Ceratopsier oder Titanosaurier die Faunen dominierten, bildeten Lambeosaurinen den Hauptbestandteil dieser asiatischen Faunen. In Nordamerika fehlten Lambeosaurinen am Ende der Kreide gänzlich. Dies bedeutet, dass unterschiedliche Dinosaurierfaunen direkt vor dem Massenaussterben existierten. Von der Erforschung dieser Faunen erhoffen sich die Forscher weitere Erkenntnisse über das Aussterben der Nicht-Vogel-Dinosaurier am Ende der Kreide.